# Pedro Grande Rueda
Pedro Grande Rueda fue un magistrado español. Primer presidente de la Audiencia Provincial de Gerona.

## Biografía[1]
En 1864, Grande era juez de primera instancia en Alcaraz (Albacete). Después fue destinado como juez de Primera Instancia a Vigo (Pontevedra). En septiembre de 1867 fue destinado como teniente fiscal a la Audiencia de Valencia.
Antes del año 1871, fue destinado a Barcelona, ocupando el destino de teniente fiscal de la Audiencia Territorial. Posteriormente, fue destinado, ya como magistrado, a la Audiencia de Las Palmas de Gran Canaria. A principios de 1872 fue destinado a Cáceres, sustituyendo a Juan Ildelfonso Bellido. En el mes de marzo de 1880 volvió a la Audiencia Territorial de Barcelona, a petición propia.
Al crearse las Audiencias Provinciales, por real decreto de 14 de octubre de 1882, Grande fue destinado a la de Gerona, para hacerse cargo de la presidencia. Fue nombrado el 6 de diciembre de 1882 para poner en marcha el nuevo órgano judicial gerundense. El tribunal se constituyó el 2 de enero de 1883, tal como hicieron los otros 79 nuevos tribunales, que empezaron a funcionar al día siguiente. Los otros dos magistrados de la Audiencia de Gerona, que en aquel momento se llamaba Audiencia de lo Criminal, fueron Ceferino Gutiérrez Alonso y Francisco Alcalde Cabanellas. El fiscal fue Salvador Viada Vilaseca, que hasta aquel momento era teniente fiscal de la Audiencia Territorial de Barcelona. El primer juicio tuvo lugar el 27 de febrero de 1883 y afectó a un rifirrafe que tuvo lugar en La Bisbal del Ampurdán.
En junio de 1885, Grande dejó la Audiencia de Gerona, también a propuesta suya, para volver a la de Cáceres. Marchó de Girona, con su hija, en tren el día 15 de abril. La plaza fue ocupada provisionalmente por Josep Casamada Padrís. Poco después se nombró el nuevo presidente, que fue Ceferino Gutiérrez Alonso. Al cabo de tres meses en Cáceres, Grande fue considerado incompatible con el nuevo destino y fue destinado a la Audiencia Provincial de Valladolid. Antes de tomar posesión del cargo, en noviembre, se jubiló, con el rango de presidente de Sala. El cargo que tenía destinado en Valladolid fue ocupado por el magistrado Manuel Aragonesas Gil, que previamente había sido presidente de la Audiencia coruñesa.